# Dvorska (Krupanj)
Pour les articles homonymes, voir Dvorska.
Dvorska (en serbe cyrillique : Дворска) est un village de Serbie situé dans la municipalité de Krupanj, district de Mačva. Au recensement de 2011, il comptait 901 habitants.
Dvorska possède une forteresse qui remonte au temps du roi Stefan Dragutin.

## Démographie
| 1948  | 1953  | 1961  | 1971  | 1981  | 1991  | 2002  | 2011 |
| ----- | ----- | ----- | ----- | ----- | ----- | ----- | ---- |
| 1 728 | 1 830 | 1 761 | 1 632 | 1 436 | 1 243 | 1 064 | 901  |

|  |